# 서울대신초등학교
서울대신초등학교(서울大新初等學校)는 대한민국 서울특별시 서대문구에 있는 공립 초등학교이다.

## 학교 연혁
- 1965년 3월 10일: 개교
- 1969년 2월 10일: 제1회 졸업식 거행
- 2022년 12월 30일: 학교경영 우수학교 (서울시교육감 표창)
- 2003년 12월 24일: 과학교육 우수학교 (서울시교육감 표창)
- 2005년 12월 29일: 학교경영 우수학교 (서부교육지원청 교육장 표창)
- 2009년 2월 1일: 학교경영 우수학교 (서부교육청 교육장 표창)
- 2009년 9월  1일: 교원능력개발평가 선도학교 운영
- 2010년 3월 1일: 학교 건물 BLT공사 완공
- 2010년 12월 1일: 서부종합예술제 참가 우수학교 (서부교육지원청 교육 장 표창)
- 2015년 11월 6일: 서부영어드라마 페스티벌 우수학교 (서부교육지원청 교육장 표창)
- 2015년 11월 9일: 제53주년 소방의 날 우수학교 (서울특별시장 표창)
- 2016년 12월 29일: 인성교육 실천 우수학교 (서부교육지원청 교육장 표창)
- 2018년 2월 28일: 5, 6학년 교실 무선망 구축 및 스마트패드 60대 비치
- 2018년 6월 12일: 대신 생태체험 학습장 및 방부목 도장공사 완공
- 2018년 6월 30일:재활용 활성화 우수기관 (서울특별시 시장 표창)
- 2018년 9월 4일: 운동장 및 중앙스탠드 정비 사업
- 2019년 7월 1일: 체육과 냉난방기 설치
- 2019년 11월 11일: 초록미래학교 생태환경교육 우수학교 선정 (서울특별시장 표창)
- 2020년 8월 18일: 본관 및 신관 도장공사, 주차장 필로티 천장마감재 개선공사
- 2021년 3월 ~ 5월: 돌봄교실 외부 계단 논슬립 공사, 비상문 설치 공사
- 2022년 2월 28일: 재활용 활성화 우수기관 표창 (서울특별시 시장 표창)
- 2023년 3월 1일: 제 18대 신영숙 교장 취임
- 2023년 3월 2일: 2023학년도 1학년 입학식[2]
- 2025년 3월 10일: 개교 60주년

## 참고 자료
- 서울대신초등학교 - 한국교육학술정보원 학교알리미